# Румунський плацдарм

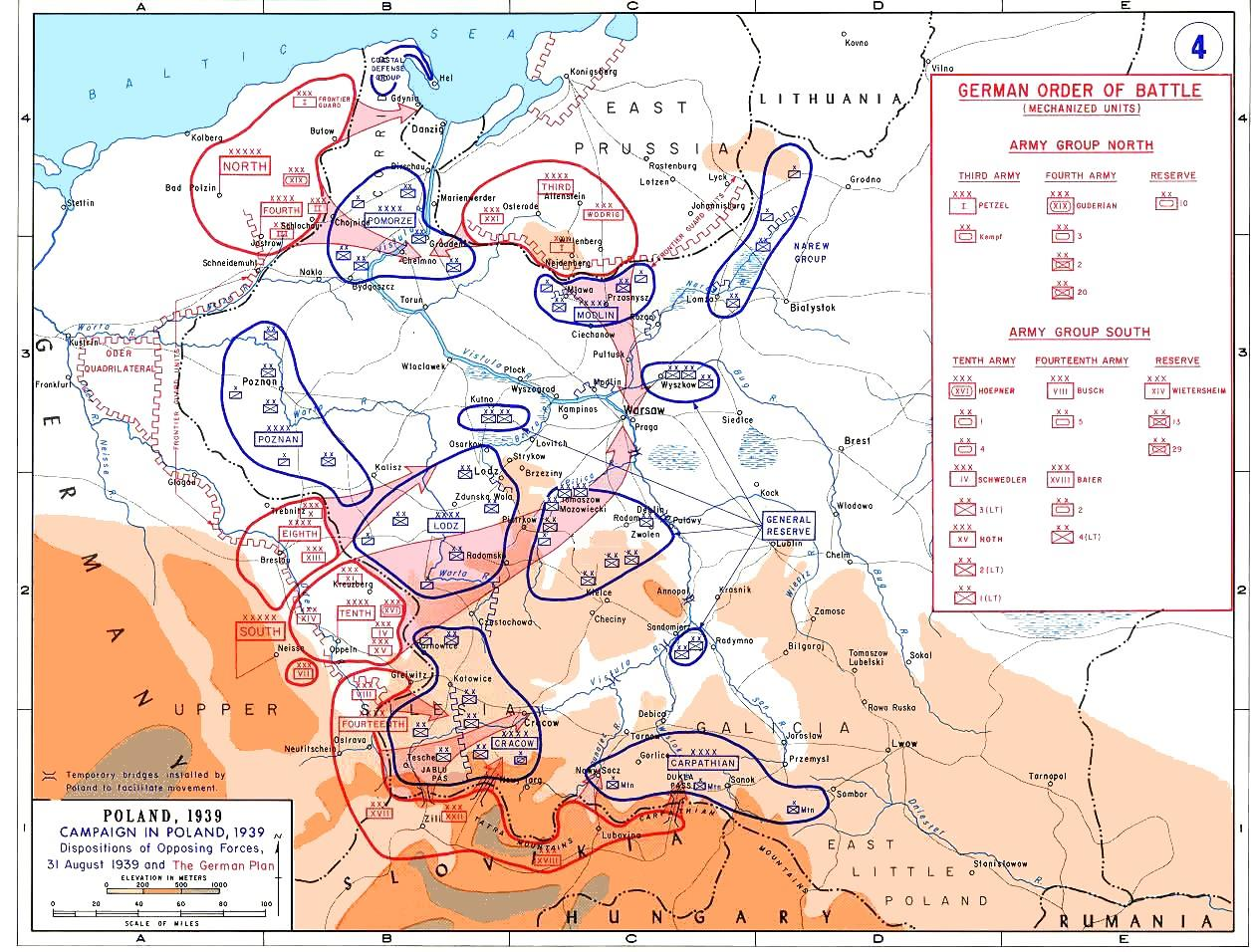
Позиції польських і німецьких військ напередодні війни.

Румунський плацдарм (пол. Przedmoście rumuńskie, досл. «ділянка перед мостами, що ведуть у Румунію»; рум. Capul de pod român) — територія у Східній Малопольщі у вересні 1939, обмежена з північного заходу річками Стрий та Дністер, оборона якої була польською військовою концепцією, головне тактичне завдання якої полягало в обороні району кордону з Угорщиною та Румунією від німецької армії. Був суттєвим елементом польського оборонного плану «Захід».

## Виклад концепції
У той час, коли Верховному командуванню польської армії стало очевидно, що війна проти гітлерівської Німеччини неминуча, військові планувальники розробили суто оборонну стратегію. Вона полягала у поступовому виведенні сил на південний схід, виснажуючи ворога завдяки розтягненості ліній зв'язку і постачання. Це б дало можливість подальшої мобілізації, доозброєння та переформування польських військових частин.
План передбачав три етапи. Останній із них мав бути заснованим на згрупуванні всіх наявних сил в одному місці, своєрідному бастіоні, в якому б велися бої в очікуванні на втручання Франції та Великої Британії.
Серед концепцій «бастіону» був задум створення оборонної лінії на півночі, поблизу балтійських країн (окрема оперативна група «Нарев»), а також у районі поліських боліт (окрема оперативна група «Полісся»). Одначе вибір припав на концепцію оборонної лінії в районі Угорщини та Румунії, на так званому «румунському передмості».

## Доля «бастіону» увересневій кампанії

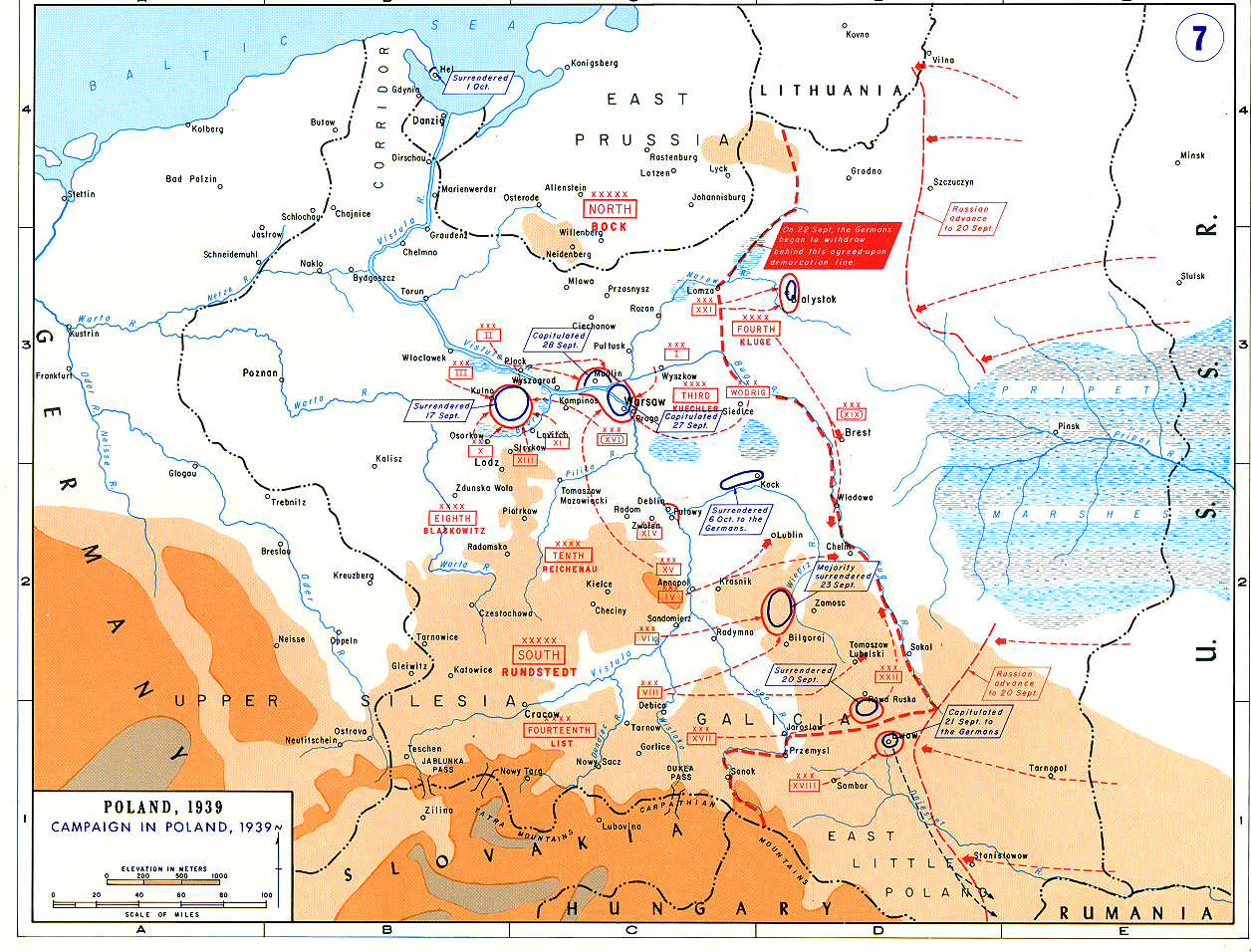
Польща після 14 вересня 1939

Після початку війни польські підрозділи відходили на все нові позиції. Коли лінії на Віслі, Нареві і Сяні було прорвано, поляки наважилися на втілення в життя третього етапу плану «Захід». Одначе цей намір перекреслив 17 вересня 1939 вступ Червоної Армії. Крім того, розгорнута на півдні радянська 12-та армія була найкраще озброєною і найсильнішою армією серед військ СРСР. Польська влада разом з Верховним головнокомандувачем польських збройних сил маршалом Едвардом Ридз-Сміглим перетнула кордон із Румунією (де вони були інтерновані), уникаючи радянського полону.
Кінець кінцем, концепція оборони «румунського передмостя» обернулася провалом, оскільки всі зібрані там сили виявилися розбитими Червоною Армією, а поглиблення хаосу на західному фронті не дало можливості вчасно встановити яку-небудь успішну оборонну лінію на румунському плацдармі. Останньою організованою згідно з планом оборонною позицією була лінія Вісли, Нарева і Сяну. 